# Comté cérémoniel d'Angleterre
Ne doit pas être confondu avec Comté traditionnel d'Angleterre.
En Angleterre, un comté cérémoniel est la zone géographique pour laquelle un Lord-lieutenant est nommé. Ils sont différents des comtés métropolitains et non métropolitains qui ont des fonctions de gouvernement local.
| Northumberland Durham Lancashire Cheshire Derbs. Notts. Lincolnshire Leics. Staffs. Shropshire Warks. Northants. Norfolk Suffolk Essex Herts. Beds. Bucks. Oxon. Glos. Somerset Wiltshire Berkshire Kent Surrey Hampshire Dorset Devon Cornouailles Heref. Worcs. Bristol Yorkshire de l'Est Rutland Cambs. Grand · Londres Tyne & · Wear Cumbria Yorkshire du Nord Yorks. · du Sud Yorks. · de l'Ouest Grand · Manc. Merseyside Sussex · de l'Est Sussex · de l'Ouest Île de · Wight Midlands · de l'Ouest |

## Origine
Les 48 comtés cérémoniels d'Angleterre correspondent à peu près aux comtés métropolitains et non métropolitains tels que créés en 1974, à savoir :
- les 6 comtés métropolitains,
- les 39 comtés non métropolitains initiaux, ce nombre étant porté à 41 par la séparation du Herefordshire et du Worcestershire et celle du Rutland et du Leicestershire,

ainsi qu'à la région particulière du Grand Londres, à laquelle il convient d'ajouter, pour des raisons historiques,  le comté cérémoniel de la Cité de Londres, car la Cité a toujours eu son Lord Lieutenant.
Précisons enfin qu'à la plus grande partie de l'ancien comté non métropolitain d'Humberside correspond le comté cérémonial du Yorkshire de l'Est.

## Fonctions
Les comtés cérémoniels trouvent toute leur utilité dans le fait que le Local Government Act 1992 instituant les autorités unitaires, type de gouvernement local permettant aux districts de s'affranchir de leur comté, peut déboucher sur la disparition de ce comté et donc de la circonscription du Lord Lieutenant.
Lorsqu'un district devient unitaire, il ne dépend plus de son comté (non métropolitain) pour ce qui est de l'administration territoriale, mais il reste rattaché au comté cérémoniel correspondant pour ce qui est du cérémonial monarchique. Ainsi, depuis que les districts de Bournemouth et de Poole sont devenus unitaires, le comté du Dorset qui comportait en 1974 huit districts, n'est plus que le comté cérémoniel de ces deux districts, mais demeure à la fois le comté administratif (non métropolitain) et le comté cérémoniel des six autres districts qui lui sont restés attachés.
Lorsque tous les districts d'un comté non métropolitain sont devenus unitaires, celui-ci n'existe plus en tant que comté administratif, mais il subsiste symboliquement sous la forme du comté cérémoniel correspondant, comme le comté de Bedfordshire. Mais il peut également arriver dans ce cas que les districts unitaires soient rattachés à des comtés cérémoniels voisins ou deviennent eux-mêmes comté cérémoniel : ainsi, lorsque le comté non métropolitain d'Avon a été supprimé, son district de Bath, devenu unitaire, a été rattaché au comté cérémoniel du Somerset tandis que son district de Bristol, devenu unitaire, est également devenu un comté cérémoniel et lorsque le comté non métropolitain de Cleveland a été supprimé, son district de Hartlepool a été rattaché au comté cérémoniel de Durham.

## Liste des comtés
Liste des comtés depuis 1998:
| Rang | Comté                    | Population (2022) | Superficie (km2) | Densité par population / km2 | Composition Comtés métropolitains et non métropolitains (y compris les zones d'autorité unitaire)                    |
| ---- | ------------------------ | ----------------- | ---------------- | ---------------------------- | --- |
| 1    | Greater London           | 8 855 333         | 1 569            | 5 643                        | Aucune (voir les boroughs de Londres)                                                                                |
| 2    | West Midlands            | 2 953 816         | 902              | 3 276                        | West Midlands |
| 3    | Greater Manchester       | 2 911 744         | 1 276            | 2 282                        | Greater Manchester                                                                                                   |
| 4    | West Yorkshire           | 2 378 148         | 2 029            | 1 172                        | West Yorkshire |
| 5    | Hampshire                | 1 877 917         | 3 769            | 498                          | Hampshire, Portsmouth et Southampton                                                                                 |
| 6    | Essex                    | 1 877 301         | 3 664            | 512                          | Essex, Southend-on-Sea et Thurrock                                                                                   |
| 7    | Kent                     | 1 875 893         | 3 738            | 502                          | Kent et Medway |
| 8    | Lancashire               | 1 550 490         | 3 066            | 506                          | Blackburn with Darwen, Blackpool et Lancashire                                                                       |
| 9    | Merseyside               | 1 442 081         | 652              | 2 211                        | Merseyside |
| 10   | South Yorkshire          | 1 392 105         | 1 552            | 897                          | South Yorkshire |
| 11   | Devon                    | 1 232 660         | 6 707            | 184                          | Devon, Plymouth et Torbay                                                                                            |
| 12   | Surrey                   | 1 214 540         | 1 663            | 731                          | Surrey |
| 13   | Hertfordshire            | 1 204 588         | 1 643            | 733                          | Hertfordshire |
| 14   | North Yorkshire          | 1 172 860         | 8 654            | 136                          | Middlesbrough, North Yorkshire, Redcar and Cleveland, York et une partie de Stockton-on-Tees au sud de la River Tees |
| 15   | Nottinghamshire          | 1 163 335         | 2 159            | 539                          | Nottinghamshire et Nottingham                                                                                        |
| 16   | Staffordshire            | 1 146 249         | 2 714            | 422                          | Staffordshire et Stoke-on-Trent                                                                                      |
| 17   | Tyne and Wear            | 1 141 795         | 540              | 2 115                        | Tyne and Wear |
| 18   | Cheshire                 | 1 108 765         | 2 346            | 473                          | Cheshire Est, Cheshire Ouest et Chester, Halton, et Warrington                                                       |
| 19   | Lincolnshire             | 1 103 320         | 6 977            | 158                          | Lincolnshire, North Lincolnshire et North East Lincolnshire                                                          |
| 20   | Leicestershire           | 1 095 554         | 2 156            | 508                          | Leicestershire et Leicester                                                                                          |
| 21   | Derbyshire               | 1 066 954         | 2 625            | 406                          | Derbyshire et Derby                                                                                                  |
| 22   | Somerset                 | 991 615           | 4 170            | 238                          | Bath et North East Somerset, North Somerset et Somerset                                                              |
| 23   | Berkshire                | 958 803           | 1 262            | 760                          | Bracknell Forest, Reading, Slough, West Berkshire, Windsor et Maidenhead et Wokingham                                |
| 24   | Gloucestershire          | 947 174           | 3 150            | 301                          | Gloucestershire et South Gloucestershire                                                                             |
| 25   | Norfolk                  | 925 299           | 5 384            | 172                          | Norfolk |
| 26   | Cambridgeshire           | 906 814           | 3 390            | 268                          | Cambridgeshire et Peterborough                                                                                       |
| 27   | West Sussex              | 892 336           | 1 991            | 448                          | West Sussex |
| 28   | Durham                   | 872 075           | 2 676            | 326                          | County Durham, Darlington, Hartlepool et une partie de Stockton-on-Tees au nord de la River Tees                     |
| 29   | Buckinghamshire          | 852 589           | 1 874            | 455                          | Buckinghamshire et Milton Keynes                                                                                     |
| 30   | East Sussex              | 828 685           | 1 791            | 463                          | East Sussex et Brighton et Hove                                                                                      |
| 31   | Northamptonshire         | 792 421           | 2 364            | 335                          | North Northamptonshire et West Northamptonshire                                                                      |
| 32   | Dorset                   | 785 172           | 2 653            | 296                          | Dorset et Bournemouth, Christchurch et Poole2                                                                        |
| 33   | Suffolk                  | 768 555           | 3 800            | 202                          | Suffolk |
| 34   | Wiltshire                | 751 542           | 3 485            | 216                          | Swindon et Wiltshire                                                                                                 |
| 35   | Oxfordshire              | 738 276           | 2 605            | 283                          | Oxfordshire |
| 36   | Bedfordshire             | 715 940           | 1 235            | 580                          | Bedford, Central Bedfordshire et Luton                                                                               |
| 37   | East Riding of Yorkshire | 615 161           | 2 475            | 249                          | East Riding of Yorkshire et Kingston upon Hull                                                                       |
| 38   | Worcestershire           | 609 216           | 1 741            | 350                          | Worcestershire |
| 39   | Warwickshire             | 607 604           | 1 975            | 308                          | Warwickshire |
| 40   | Cornwall                 | 577 694           | 3 562            | 162                          | Cornwall et les Isles of Scilly                                                                                      |
| 41   | Shropshire               | 516 049           | 3 488            | 148                          | Shropshire et Telford et Wrekin                                                                                      |
| 42   | Cumbria                  | 503 033           | 6 768            | 74                           | Cumberland et Westmorland et Furness1                                                                                |
| 43   | Bristol                  | 479 024           | 110              | 4 368                        | Bristol |
| 44   | Northumberland           | 324 362           | 5 020            | 65                           | Northumberland |
| 45   | Herefordshire            | 188 719           | 2 180            | 87                           | Herefordshire |
| 46   | Isle of Wight            | 140 794           | 380              | 371                          | Isle of Wight |
| 47   | Rutland                  | 41 151            | 382              | 108                          | Rutland |
| 48   | City of London           | 10 847            | 2.89             | 3 753                        | City of London |